# Temporada de ciclones del Índico Norte de 2019
La temporada de ciclones del Índico Norte de 2019 fue la segunda más activa registrada en términos de tormentas ciclónicas; la temporada de 1992 fue más activa según el Centro Conjunto de Advertencia de Tifones. La temporada contó con doce depresiones, once depresiones profundas, ocho tormentas ciclónicas, seis tormentas ciclónicas severas, seis tormentas ciclónicas muy severas, tres tormentas ciclónicas extremadamente severas y una tormenta superciclónica, Kyarr, la primera desde el ciclón Gonu en 2007. Además, también se convirtió en la tercera temporada más costosa registrada en el norte del océano Índico, solo detrás de las temporadas de 2020 y 2008. La temporada no tiene, exactamente, fecha de inicio y finalización, aunque los ciclones tienden a formarse entre marzo y diciembre, con mayor incidencia entre abril y noviembre. Estas fechas convencionalmente delimitan el período de cada año cuando la mayoría de los ciclones tropicales se forman en el norte del océano Índico. La gran cantidad de actividad en el Mar Arábigo estuvo relacionada con el dipolo del Océano Índico más fuerte en 60 años, en el que las aguas son más cálidas en el Océano Índico occidental que en el oriental. Se han registrado ciclones tropicales en el océano Índico septentrional desde 1891. La temporada fue la primera desde 1902 en la que se formaron seis tormentas ciclónicas severas de un total de ocho; en 1902, se formaron cinco tormentas ciclónicas y cuatro de ellas se convirtieron en tormentas ciclónicas severas. La temporada también ha producido la mayor Energía Ciclónica Acumulada (ACE) en esta cuenca de la que se tenga registro, con 93 unidades.
En medio de un débil fenómeno de El Niño, la primera tormenta con nombre de la temporada, Pabuk, entró en la cuenca el 4 de enero, convirtiéndose en la tormenta ciclónica de formación más temprana registrada en el Océano Índico Norte, empatando con la temporada de 2014. La segunda tormenta ciclónica de la temporada, Fani, se formó el 26 de abril. Fani se convirtió en una tormenta ciclónica extremadamente severa cuatro días después, alcanzando el equivalente a la categoría 5 en la escala de huracanes de Saffir-Simpson, luego tocó tierra en la India matando a 89 personas entre Odisha y Bangladesh; Fani causó $8.1 mil millones en daños. A principios de junio, un fuerte pulso de la oscilación de Madden-Julian (MJO) llevó al desarrollo de la tercera tormenta ciclónica, Vayu, que se formó el 10 de junio en el Mar Arábigo cerca de las Maldivas. Posteriormente, la tormenta se intensificó hasta convertirse en una tormenta ciclónica muy severa el 12 de junio, después de moverse hacia el noroeste en dirección al noroeste de la India y Pakistán. No se formaron ciclones tropicales en el mes de julio. La depresión profunda BOB 03 se formó el 7 de agosto antes de impactar el este de la India y Bangladesh. A fines de septiembre, la depresión profunda ARB 02 se formó cerca de Gujarat y se intensificó hasta convertirse en la cuarta tormenta ciclónica de la temporada, Hikaa. La tormenta ciclónica Kyarr se formó el 24 de octubre y tres días después se convirtió en la primera tormenta superciclónica desde el ciclón Gonu en 2007. La sexta tormenta ciclónica y una quinta tormenta ciclónica muy severa, que batió récords, el ciclón Maha, se formaron el 30 de octubre. El 5 de noviembre, los remanentes de la tormenta tropical severa Matmo cruzaron a la cuenca y se reestructuraron hasta convertirse en la tormenta ciclónica muy severa Bulbul. Tres depresiones profundas más se formarían en el mar Arábigo en diciembre, y una se fortalecería hasta convertirse en el octavo ciclón de la temporada, la tormenta ciclónica Pawan, que tocó tierra en Somalia el 6 de diciembre.
El Centro Meteorológico Regional Especializado en esta cuenca es el Departamento Meteorológico de la India (IMD), mientras que el Centro Conjunto de Advertencia de Tifones emite avisos no oficiales. En promedio, de tres a cuatro tormentas ciclónicas se forman en cada estación.

## Ciclones tropicales
La lista solamente aparecerán tormentas ciclónicas que fueron nombradas por el Departamento Meteorológica de la India (IMD) y Centro Conjunto de Advertencia de Tifones (JTWC) excepto los disturbios y depresiones no aparecerán en esta lista.

### Tormenta ciclónica Pabuk
Una perturbación tropical formada en la parte sur del Mar de China Meridional el 28 de diciembre de 2018, y absorbió los remanentes de la depresión tropical 35W (Usman) el 30 de diciembre. Bajo una cizalladura vertical del viento elevada, el área de baja presión permaneció desorganizada hasta el 31 de diciembre, cuando la Agencia Meteorológica de Japón (JMA) y el Centro Conjunto de Advertencia de Tifones (JTWC) la elevaron a una depresión tropical. Como fue designado 36W por el Centro Conjunto de Advertencia de Tifones, fue extraoficialmente el último sistema de la temporada de tifones en el Pacífico de 2018. Alrededor de las 06:00 UTC del 1 de enero de 2019, se actualizó a la primera tormenta tropical de la temporada de tifones de 2019 y la Agencia Meteorológica de Japón la llamó Pabuk, superando a tifón Alice en 1979 para convertirse en la tormenta tropical de formación más temprana del Océano Pacífico noroccidental en grabar. En ese momento, Pabuk estaba a unos 650 km (405 millas) al sureste de la Ciudad Ho Chi Minh, Vietnam, y avanzaba lentamente hacia el oeste con un centro de circulación de bajo nivel parcialmente expuesto.
En condiciones marginales que incluyen temperaturas cálidas de la superficie del mar, excelente salida hacia el polo pero fuerte cizalladura vertical del viento, Pabuk luchó por intensificarse durante más de dos días hasta que aceleró de oeste a noroeste y entró en el Golfo de Tailandia el 3 de enero, donde la cizalladura vertical del viento fue ligeramente más débil . Se convirtió en la primera tormenta tropical en el golfo desde Muifa en 2004. Además, trató de formar un ojo revelado por imágenes de microondas. El 4 de enero, el Departamento Meteorológico de Tailandia informó que Pabuk había tocado tierra en Pak Phanang, Nakhon Si Thammarat a las 12:45 TIC (05:45 UTC), aunque otras agencias indicaron un aterrizaje con una intensidad máxima entre las 06:00 y las 12:00 UTC. Pabuk se convirtió en la primera tormenta tropical que tocó tierra en el sur de Tailandia desde la tormenta tropical severa Linda en 1997. Poco después de las 12:00 UTC, la Agencia Meteorológica de Japón emitió el último aviso completo para Pabuk cuando salía la cuenca. El IMD emitió los primeros avisos, convirtiéndose en la tormenta ciclónica de formación más temprana en esta cuenca, superando a Hibaru en 2005, así como en la primera tormenta ciclónica con un nombre asignado por el CMRE Tokio.

### Tormenta ciclónica muy severa Fani
El 26 de abril de 2019 se formó una depresión al oeste de Sumatra, a la que el IMD asignó el identificador BOB 02. El sistema se organizó lentamente mientras se desviaba hacia el noreste. El 27 de abril, a las 00:00 UTC, el IMD elevó el nivel del sistema a depresión profunda. Más tarde ese día, el sistema se intensificó y se convirtió en la tormenta ciclónica Fani, mientras se desplazaba hacia el noroeste. El desarrollo del sistema se produjo muy lentamente durante varios días, mientras el ciclón luchaba por intensificarse ante la influencia de una moderada cizalladura vertical del viento. A las 12:00 UTC del 29 de abril, Fani se transformó en una tormenta ciclónica severa y el sistema comenzó a experimentar una rápida intensificación. Fani continuó intensificándose rápidamente, convirtiéndose en una tormenta ciclónica extremadamente severa a las 17:00 UTC del 30 de abril. El Centro Conjunto de Alerta de Tifones (JTWC, por sus siglas en inglés) elevó el sistema a ciclón tropical de categoría 4 en la escala de huracanes de Saffir-Simpson a las 06:00 UTC del 2 de mayo, tras lo cual se reanudó la intensificación rápida. La presión disminuyó a 932 hPa (27,52 inHg), los vientos sostenidos de tres minutos aumentaron a 215 kilómetros por hora (134 mph) y los vientos sostenidos de un minuto a 280 kilómetros por hora (170 mph), lo que convirtió al sistema en el equivalente a un huracán mayor de categoría 5. El 3 de mayo, a las 02:30 UTC (8:00 a.m. IST), Fani tocó tierra en Puri, en Odisha, debilitándose a una tormenta ciclónica muy severa equivalente a categoría 1 poco después de tocar tierra, y posteriormente debilitándose a una tormenta ciclónica varias horas más tarde. El 4 de mayo, Fani se debilitó hasta convertirse en una profunda depresión y se trasladó a Bangladesh. Más tarde ese día, Fani degeneró en un remanente de baja presión bien marcado antes de disiparse al día siguiente.

### Tormenta ciclónica muy severa Vayu
A principios de junio, un fuerte pulso de la oscilación de Madden-Julian (MJO) avanzó hacia el este hasta el océano Índico tropical, lo que provocó un aumento de la nubosidad y las precipitaciones en toda la región. El 9 de junio, el Departamento Meteorológico de la India (IMD) observó el desarrollo de una zona de baja presión sobre el sureste del mar Arábigo, al norte de las Maldivas. A primera hora del 10 de junio, se formó una depresión en el mar Arábigo, justo al noroeste de las Maldivas, y el IMD le dio a la tormenta el identificador ARB 01. A medida que el sistema se movía hacia el norte, se fortaleció gradualmente, convirtiéndose en una depresión profunda, antes de intensificarse aún más y convertirse en la tormenta ciclónica Vayu más tarde ese mismo día. Después de que el IMD lo elevara a tormenta ciclónica severa el 11 de junio, y al mismo tiempo el JTWC lo elevara a ciclón tropical de categoría 1 en la escala de huracanes de Saffir-Simpson (SSHWS), el sistema comenzó un período de rápida intensificación. Poco después, Vayu se fortaleció y se convirtió en una tormenta ciclónica muy severa, y el 12 de junio se convirtió en una tormenta ciclónica muy severa equivalente a la categoría 2. El 13 de junio, la influencia de una dorsal subtropical que se fortalecía sobre Arabia Saudita hizo que Vayu desacelerara gradualmente y girara hacia el oeste, a medida que se acercaba a la costa del estado de Gujarat, en el noroeste de la India. Más tarde ese día, a las 06:00 UTC, Vayu alcanzó su máxima intensidad como un ciclón tropical muy severo, con vientos sostenidos de tres minutos de 150 kilómetros por hora (93 mph) y una presión mínima de 970 hPa (28,64 inHg). El 14 de junio, Vayu comenzó a debilitarse mientras avanzaba lentamente hacia el oeste, alejándose de la costa de Gujarat debido a la fuerte cizalladura del viento. El 16 de junio, una vaguada de latitudes medias que se acercaba debilitó las áreas de alta presión centradas al oeste y noreste, lo que hizo que Vayu girara bruscamente hacia el noreste. Al debilitarse aún más hasta convertirse en una tormenta ciclónica, un fuerte flujo del suroeste de bajo nivel hizo que el sistema acelerara hacia el noreste a través de la ruptura de la cresta de alta presión que lo bloqueaba, de regreso a la costa de Gujarat. A las 03:00 UTC del 17 de junio, Vayu se debilitó hasta convertirse en una depresión profunda, antes de debilitarse aún más hasta convertirse en una depresión seis horas más tarde. Poco después, Vayu se debilitó y se convirtió en un remanente de baja presión bien marcado, justo frente a la costa de Gujarat. Muy temprano el 18 de junio, los restos de Vayu cruzaron la costa de Gujarat y se desplazaron tierra adentro durante otro día, antes de disiparse el 19 de junio.

### Tormenta ciclónica muy severa Hikaa
Se formó una depresión en el mar Arábigo que pronto se intensificó hasta convertirse en una tormenta ciclónica y recibió el nombre de Hikaa. El sistema se intensificó gradualmente hasta convertirse en una tormenta ciclónica severa y luego alcanzó su intensidad máxima como una tormenta ciclónica muy severa con vientos sostenidos de 85 mph durante 3 minutos. Hikaa se debilitó debido a las intrusiones de aire seco y tocó tierra en Omán como un ciclón tropical severo. Hikaa se debilitó rápidamente después de avanzar tierra adentro y luego se disipó.
Una persona desapareció después de que su barco se hundiera frente a Duqm. Frente a la costa de Omán, un barco en el que viajaban 11 pescadores indios se hundió debido al ciclón Hikaa. Hasta el 17 de octubre, se había confirmado la muerte de seis de ellos y los otros cinco seguían desaparecidos.

### Tormenta  super ciclónica Kyarr
El 24 de octubre se formó una depresión en el mar Arábigo, a la que el IMD le dio el nombre de ARB 03, que luego se intensificó hasta convertirse en una depresión profunda antes de que el JTWC la reconociera como ciclón tropical 04A. Se intensificó aún más y se convirtió en una tormenta ciclónica, recibiendo el nombre de Kyarr del IMD como la quinta tormenta ciclónica de la temporada. El 25 de octubre, debido a las altas temperaturas de la superficie del mar, la baja cizalladura y un entorno húmedo, Kyarr comenzó un período de rápida intensificación y se fortaleció hasta convertirse en una tormenta ciclónica muy severa. Tres horas más tarde, Kyarr se convirtió en una tormenta ciclónica extremadamente severa. El 27 de octubre, Kyarr se intensificó y se convirtió en una tormenta superciclónica, la primera en la cuenca desde Gonu en 2007. El sistema continuó intensificándose y alcanzó vientos máximos sostenidos de tres minutos de 240 kilómetros por hora (150 mph) y una presión barométrica mínima de 922 hPa (27,23 inHg). Kyarr comenzó a debilitarse lentamente el 29 de octubre mientras se dirigía al suroeste en dirección a Somalia. Kyarr se disipó frente a la costa de Somalia el 1 de noviembre.
A pesar de la inmensa fuerza de la tormenta y de que muchos países se vieron afectados por mareas altas y marejadas ciclónicas, no se registraron víctimas mortales en Socotra, aunque se informó de cinco muertos en Karnataka, India, debido a las fuertes lluvias.

### Otras tormentas

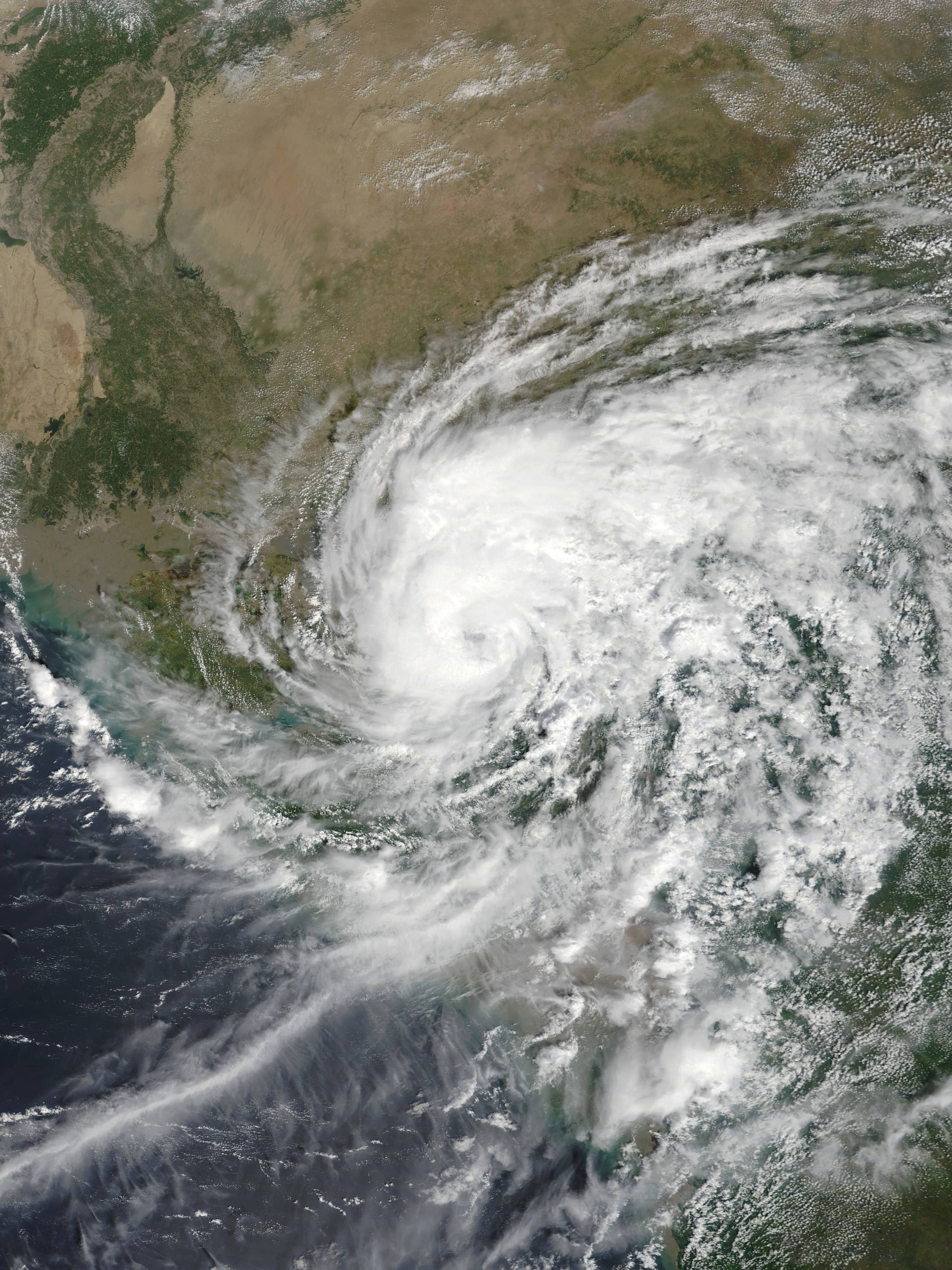
La depresión LAND01 sobre Gujarat el 30 de septiembre de 2019

- Depresión profunda BOB 03: El 6 de agosto de 2019, se formó una depresión sobre el noroeste de la bahía de Bengala, y el IMD le dio a la tormenta el identificador BOB 03. Poco después, el sistema se intensificó y se convirtió en una depresión profunda mientras se acercaba a la costa norte de Odisha. El 7 de agosto, alrededor de las 08:00–09:00 UTC, la depresión profunda tocó tierra a lo largo de la costa norte de Odisha-Bengala Occidental. A primera hora del 11 de agosto, se disipó.[43] Las inundaciones en todo el estado provocaron la muerte de tres personas, dos desaparecieron y afectaron a otras 130.000. Un total de 2.081 viviendas sufrieron daños y 14.332 personas tuvieron que ser evacuadas.[44]
- Depresión terrestre 01: El 28 de septiembre se formó una zona de baja presión en las zonas adyacentes de Saurashtra y Kutch, en el estado de Gujarat. Posteriormente, la zona de baja presión se concentró en una depresión y se acercó a Kandla a las 12:00 UTC del día siguiente. Se desplazó hacia el este-noreste, hacia el este de Rajastán, mantuvo su intensidad y desarrolló un ojo irregular hasta que el 1 de octubre se debilitó y se convirtió en una zona de baja presión.[45] El sistema provocó lluvias fuertes a muy fuertes en áreas aisladas de Gujarat, principalmente en la región de Saurashtra y Kutch, y el este de Rajastán el 29 de septiembre. El 30 de septiembre, se reportaron fuertes lluvias en áreas aisladas de Gujarat. En lugares aislados de Saurashtra y Kutch, se registraron lluvias muy fuertes a extremadamente fuertes. El 1 de octubre, se registraron lluvias fuertes a muy fuertes en algunos lugares de Gujarat, y en regiones aisladas se registraron lluvias extremadamente fuertes. También se registraron fuertes lluvias en Saurashtra y Kutch de Gujarat, el este de Rajastán y el oeste de Madhya Pradesh.[45]
- Depresión profunda ARB 07: El 3 de diciembre se formó una depresión en el centro-este del mar Arábigo, que el IMD calificó como depresión ARB 07. Poco después se fue fortaleciendo hasta convertirse en una depresión profunda. Los pronósticos iniciales esperaban que el sistema se intensificara hasta convertirse en una tormenta ciclónica, sin embargo, una gran cantidad de cizalladura del viento hizo que se debilitara considerablemente y se debilitó hasta convertirse en una zona de baja presión el 5 de diciembre, al oeste de la costa india. Las fuertes lluvias asociadas a la depresión provocaron grandes inundaciones en Tamil Nadu.[46] Las acumulaciones diarias superaron los 150 mm (5,9 pulgadas) en muchas zonas, incluidos 190 mm (7,5 pulgadas) en Sathankulam.[47] Las autoridades emitieron alertas de lluvias extremas para seis distritos y más de 21.500 voluntarios capacitados se pusieron en alerta. El río Paravanar se desbordó, inundando aproximadamente 10.000 viviendas.[48] Un total de 1.305 chozas y 465 casas fueron destruidas en todo Tamil Nadu.[49] En la noche del 2 de diciembre, tres casas se derrumbaron en Mettupalayam y murieron 17 ocupantes. Otras ocho personas fallecieron en incidentes relacionados con la lluvia.[50]
- Depresión profunda ARB 08: El 7 de diciembre, se formó un área de baja presión sobre el océano Índico ecuatorial y el este-centro del mar Arábigo adyacente. Con una temperatura cálida en la superficie del mar y un alto potencial de calor de ciclón tropical, se desarrolló aún más en un sistema de baja presión bien marcado el 8 de diciembre. Con una cizalladura moderada del viento y una alta temperatura en la superficie del mar, se concentró en una depresión con IMD designado como ARB 08 a las 09:00 UTC del mismo día. Las imágenes satelitales indicaron un aumento de la organización de las nubes y un aumento de la convección alrededor del centro del sistema. El 9 de diciembre, a las 00:00 UTC, se intensificó aún más en una depresión profunda sobre el suroeste del mar Arábigo, con una mayor organización de las nubes y una intensa convección alrededor del centro. Sin embargo, el potencial de calor de ciclón tropical disminuyó y la temperatura de la superficie del mar también disminuyó con la cizalladura vertical del viento que comenzó a aumentar, lo que provocó que el sistema se debilitara en una depresión a las 12:00 UTC del 9 de diciembre. La cizalladura del viento ha obstaculizado el sistema y las nubes comenzaron a desorganizarse. Una condición desfavorable similar debilitó aún más el sistema y a las 06:00 UTC del 10 de diciembre, el IMD degradaría el sistema a un sistema de baja presión bien marcado sobre el suroeste del Mar Arábigo, con imágenes satelitales que mostraban nubes cada vez más desorganizadas.[51]